# Scoparia dulcis

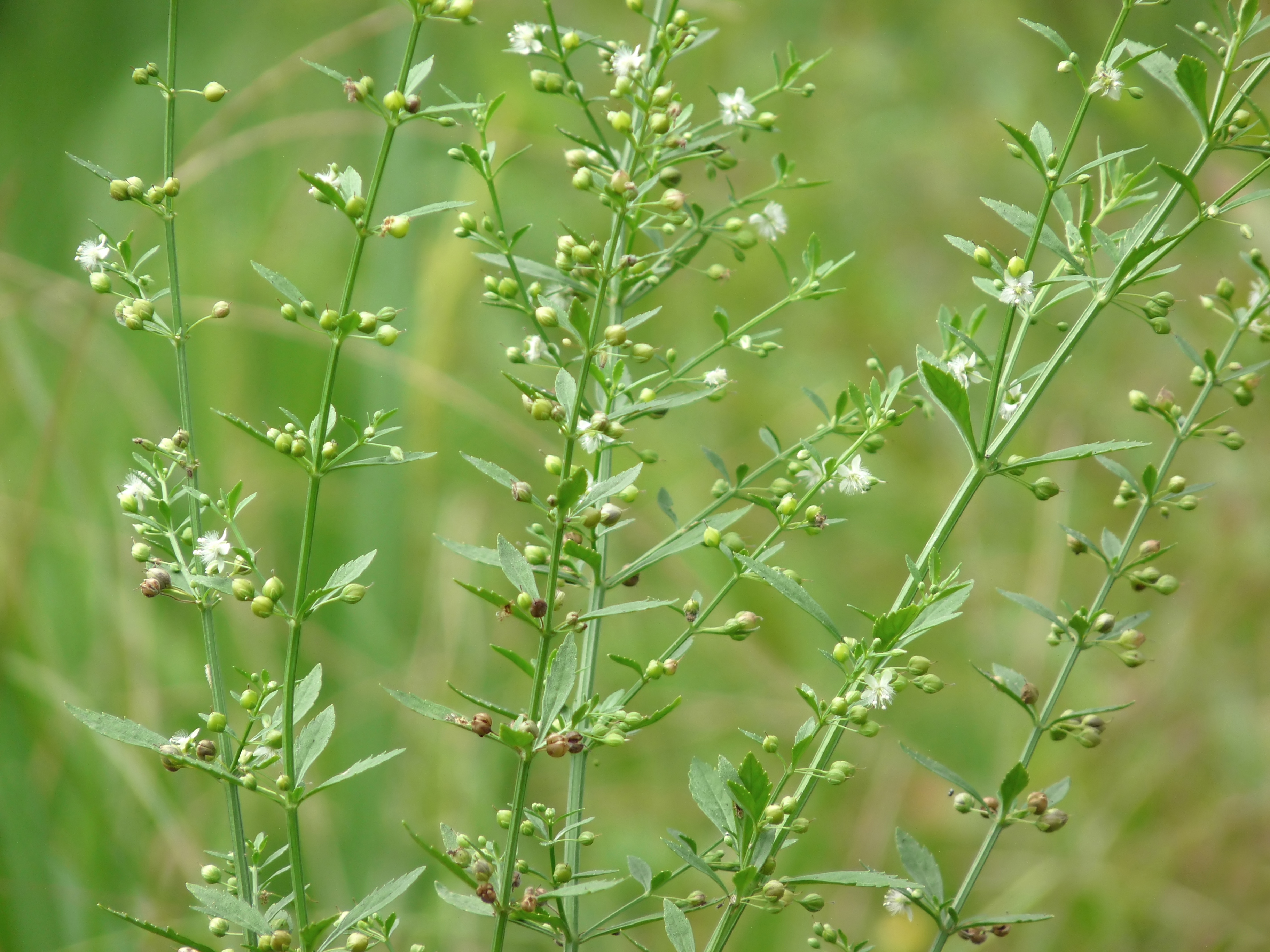

Scoparia dulcis es una especie de planta de la familia Plantaginaceae. Los nombres comunes incluyen escobilla, paraguay y yerbaní. Es nativa del Neotrópico, pero se puede encontrar en todo el mundo tropical y subtropical.
Aunque S. dulcis se considera una maleza en muchas partes de Bangladés, su uso en la medicina tradicional ha llevado a la sobreexplotación. La planta también se encuentra como hierba en los cítricos de Florida.

## Usos en la medicina tradicional
En la medicina tradicional, S. dulcis se ha utilizado para la diabetes en la India y la hipertensión en Taiwán. En la medicina Siddha se usa para el tratamiento de cálculos renales, pero necesita un método de dieta riguroso. En Brasil, se ha utilizado para diversos problemas, como hemorroides y heridas.

## Constituyentes químicos
Los productos químicos que se han aislado de S. dulcis incluyen escoparinol.

## Nombres comunes
Se llama kallurukki (fundidor de piedra) en tamil. 